# Alvin Wedemann

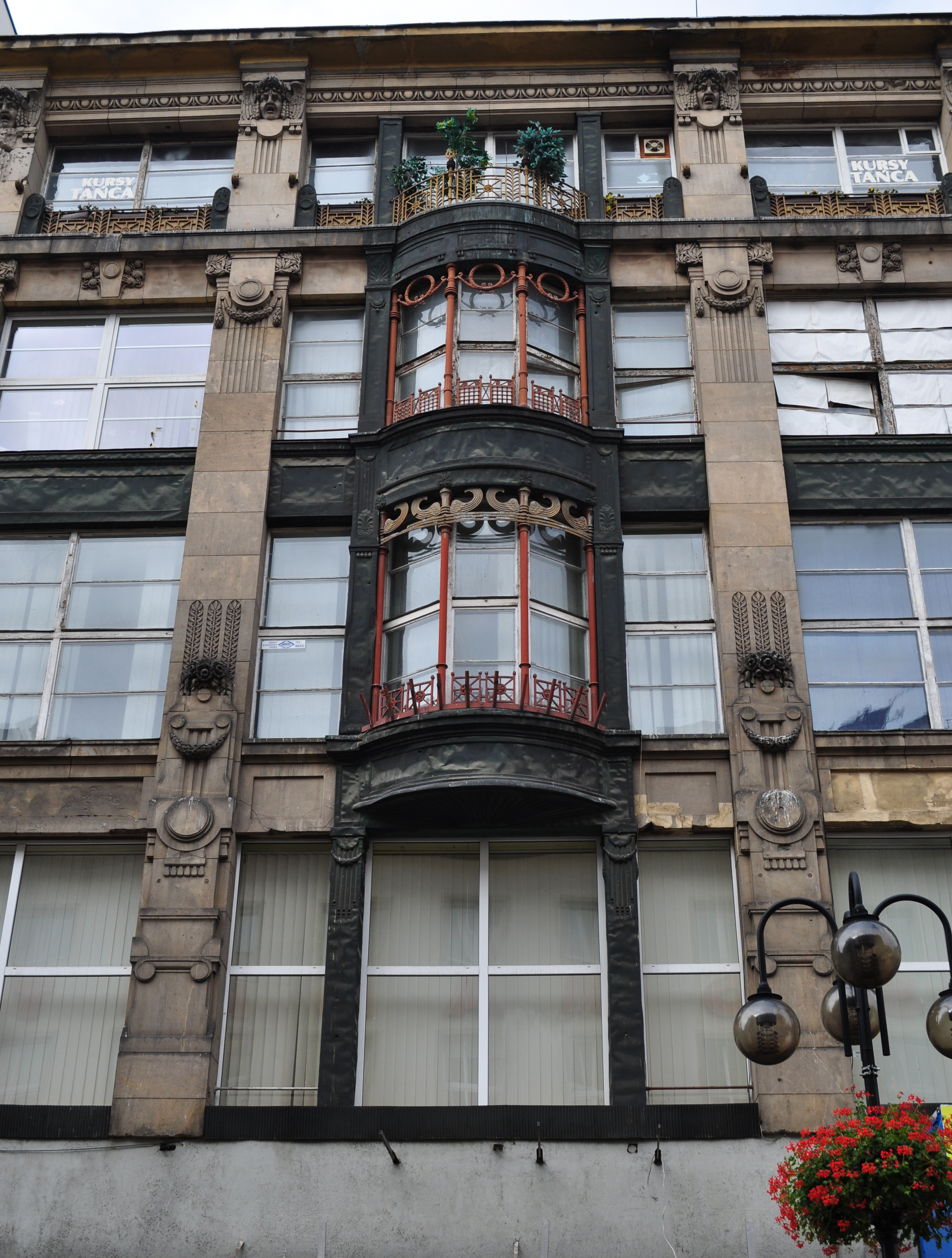
Fragmenta fasady secesyjnego domu towarowego M. Gerstel przy ul. Świdnickiej 19

Alvin Wedemann – architekt niemiecki, działający we Wrocławiu do końca lat 20. XX wieku, właściciel firmy budowlanej.

## Życiorys
Zaprojektował i zrealizował w mieście kilka biurowców, budynków użyteczności publicznej i domów mieszkalnych (większość przed I wojną światową), w tym:
- dom handlowy firmy Stein & Koslowsky (1906),
- kamienica Rynek 13,
- kamienica Rynek 25;
- budynek fabryki tytoniu (1908–1909, dziś Zarząd Regionu "Solidarności") przy pl. Solidarności 1-3-5;
- 1909-1911 gmach banku NBP, obecnie NBP) przy Ofiar Oświęcimskich 41-43;
- 1905-1912  secesyjny dom towarowy M. Gerstel, obecnie siedziba różnych firm) przy ul. Świdnickiej 19;
- 1902 - 1913  Dom Handlowy Stefan Esders, ul. Oławska 13.